# Avšalom (Izrael)
Avšalom (hebrejsky אַבְשָׁלוֹם, v oficiálním přepisu do angličtiny Avshalom) je vesnice typu společná osada (jišuv kehilati) v Izraeli, v Jižním distriktu, v Oblastní radě Eškol.

## Geografie
Leží v nadmořské výšce 91 metrů na severozápadním okraji pouště Negev v oblasti, která byla od 2. poloviny 20. století intenzivně zúrodňována a zavlažována a ztratila charakter pouštní krajiny. Jde o zemědělsky obdělávaný pás přiléhající k pásmu Gazy a navazující na pobřežní nížinu. Jižně od tohoto sídelního pásu ovšem ostře začíná zcela aridní oblast pouštního typu zvaná Cholot Chaluca.
Obec se nachází 17 kilometrů od břehu Středozemního moře, cca 106 kilometrů jihojihozápadně od centra Tel Avivu, cca 108 kilometrů jihozápadně od historického jádra Jeruzalému a 44 kilometrů západně od města Beerševa. Avšalom obývají Židé, přičemž osídlení v tomto regionu je etnicky převážně židovské. 6 kilometrů severozápadním směrem ale začíná pásmo Gazy s početnou arabskou (palestinskou) populací. 4 kilometry na západ leží izraelsko-egyptská hranice. Avšalom je na dopravní síť napojen pomocí místních komunikací, které ústí do lokální silnice 232.

## Dějiny
Avšalom byl založen v roce 1990. Leží v kompaktním bloku zemědělských vesnic Chevel Šalom, do kterého spadají obce Avšalom, Dekel, Cholit, Jated, Jevul, Kerem Šalom, Pri Gan, Sdej Avraham, Sufa a Talmej Josef.
Vesnice jménem odkazuje na Avšaloma Feinberga – člena židovské špionážní sítě Nili za první světové války. Zároveň se takto jmenovala židovská osada Avšalom, která stávala v 70. letech 20. století na Sinajském poloostrově a která byla po podpisu egyptsko-izraelské mírové smlouvy zrušena zároveň s tím, jak bylo okupované území Sinaje vráceno Egyptu. Na rozdíl od některých jiných zemědělských vesnic v bloku Chevel Šalom ale tato osada (kromě svého jména) nenavazuje přímo na zrušenou osadu na Sinaji. Zakladateli dnešního Avšalomu byli Židé ze zemí bývalého SSSR, kteří začali počátkem 90. let 20. století masově proudit do Izraele. Bylo tu pro ně v roce 1990 postaveno provizorní sídliště sestávající ze 100 karavanů. V roce 1991 vedle nich vyrostlo i 50 nových domů.
V pozdějších letech si mnozí tito přistěhovalci odkoupili tyto domy do osobního vlastnictví. Původní karavany byly zároveň odstraněny a na jejich místě začaly rovněž vyrůstat nové domy (zatím jich zde vzniklo 10). Většina občanské vybavenosti se nachází v okolních vesnicích. Přímo v obci funguje plavecký bazén a sportovní areály.

## Demografie
Obyvatelstvo osady je sekulární. Podle údajů z roku 2014 tvořili naprostou většinu obyvatel v Avšalomu Židé (včetně statistické kategorie "ostatní", která zahrnuje nearabské obyvatele židovského původu, ale bez formální příslušnosti k židovskému náboženství).
Jde o menší obec vesnického typu s dlouhodobě kolísající populací. K 31. prosinci 2014 zde žilo 243 lidí. Během roku 2014 populace stoupla o 11,5 %.
| Rok            | 1995 | 2001 | 2003 | 2004 | 2005 | 2006 | 2007 | 2008 | 2009 | 2010 | 2011 | 2012 | 2013 | 2014 |
| -------------- | ---- | ---- | ---- | ---- | ---- | ---- | ---- | ---- | ---- | ---- | ---- | ---- | ---- | ---- |
| Počet obyvatel | 189  | 234  | 242  | 251  | 251  | 264  | 257  | 260  | 138  | 138  | 154  | 199  | 218  | 243  |